# Blue Bayou
«Blue Bayou» — песня американского певца Роя Орбисона. Была написана им вместе c Джо Мелсоном.
Песня была записана Орбисоном в ноябре 1961 года, но вышла как сингл только в 1963 году. Возможно, как ранее и в песне «Crying», в ней не видели хитового потенциала.
В Великобритании песня вышла как двусторонний сингл — с песней «Mean Woman Blues» (в оригинале записанной в 1957 году Элвисом Пресли) на другой стороне. Сингл достиг 3 места в национальном чарте. В США «Mean Woman Blues» была стороной «А», а «Blue Bayou» — стороной «Б». Тем не менее «Blue Bayou» тоже попала в чарт «Билборда».

## Кавер-версии
- В 1977 году Линда Ронстадт со своей версией этой песни провела 4 недели на 3 месте чарта Hot 100 журнала «Билборд»[2].
- В 1978 певица Мирей Матьё исполнила песню на французском языке.